# Son Berenguer de Coanegra
Son Berenguer és una possessió de Santa Maria del Camí situada a la Vall de Coanegra. Està limitada per les possessions de Son Palou, Son Torrella, Son Oliver i Son Agulla. El 1995 ocupava 46,10 ha.

## Història
L'any 1447 Pere Company, llaurador, vengué a Berenguer Far de la vall de Coanegra un molí amb aigua amb la seva possessió. L'existència de diferents propietaris a la vall amb el cognom Far va determinar que la propietat es conegués pel nom de fonts del propietari (Berenguer).

## Relleu i conreus
Son Berenguer va néixer en funció de l'aprofitament de la síquia de Coanegra. Va comptar amb un molí d'aigua blader documentat del s. XIII al s. XX. El cultiu predominant ha estat l'oliverar (les cases compten amb tafona) i el garroverar, amb una petita zona d'hort regada amb aigua de la síquia. La major part de la possessió es troba ocupada per pinar i garriga baixa.

## Elements patrimonials i etnològics
A més de la tafona i les restes del molí d'aigua cal assenyalar la Cova des Bufador de Son Berenguer Tot i existir un "bufador", obertura natural amb un potent corrent d'aire, les coves no es descobriren fins a l'any 1953.